# 钟介福药店
钟介福药店位于浙江省嘉兴市嘉善县西塘镇朝南埭社区塘东街11号。
钟介福药店由名医钟稻荪创设于清光绪十一年（1885年），坐东朝西, 前后五进。前两进为店铺，第三进为两层楼房。第四、五进为民国所建。
2011年1月7日，钟介福药店作为西塘建筑群的子项，公布为第六批浙江省文物保护单位。